# Rubisco activasa
La Rubisco activasa és una proteïna de caràcter enzimàtic present en totes les plantes superiors i algues (on és codificada pel genoma nuclear), que també s'ha pogut detectar en alguns cianobacteris. Aquest enzim és una ATP-asa que actua com a xaperona (proteïna que contribueix als canvis de conformació tridimensional d'altres proteïnes) de la Rubisco, provocant canvis en la seva conformació i desfent les unions d'aquest enzim amb els glúcids difosforilats (sucres fosfats) del seu centre actiu (augmenta la taxa de dissociació d'aquests glúcids). D'aquesta manera, promou “l'activació” (conversió de la forma inactiva E a la forma activa ECM) de la Rubisco, enzim que ha de ser carbamilat per un CO₂ i s'ha d'alliberar dels glúcids difosforilats (que actuen com a inhibidors) per ser catalíticament competent. Aquesta última és un enzim d'oxigen que catalitza el primer pas i més significatiu del Cicle de Calvin, la fixació del diòxid de carboni a una forma orgànica i també, el procés anomenat fotorespiració que passa en el mesòfil de la fulla. És responsable de la producció primària de la qual parteix la circulació d'energia a la biosfera.

La Rubisco activasa està composta per aproximadament uns 474 aminoàcids i la seva mida és d'uns 2,95 Å. 

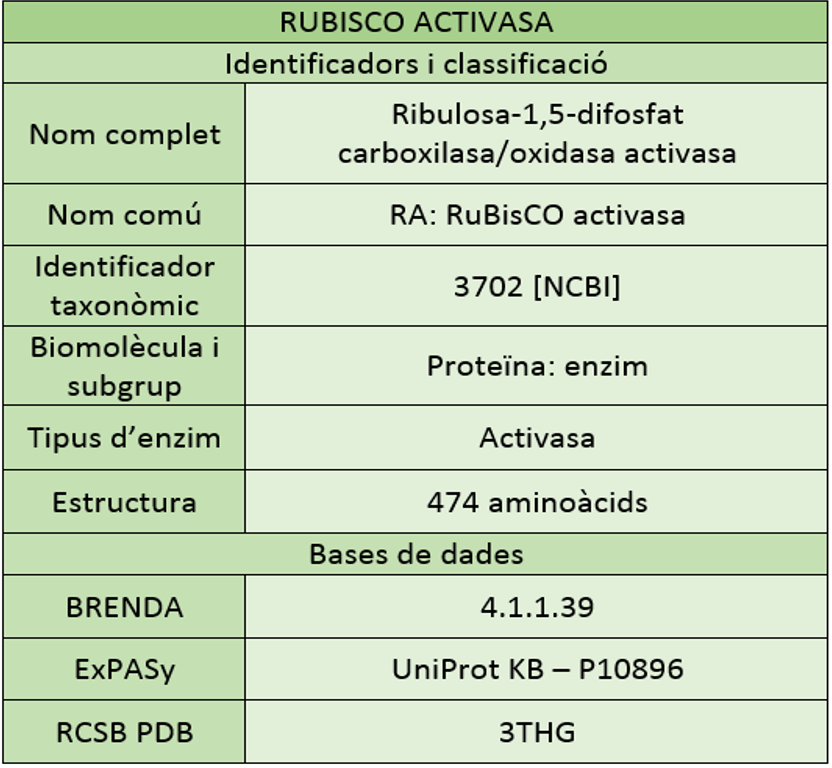
4.1.1.39 UniProt KB - P10896 [http://www.rcsb.org/pdb/explore/explore.do?structureId=3THG 3THG

## Estructura
Tot i que recentment s'ha anat recopilant més informació
sobre la complexitat estructural dels diferents enzims Rubisco activases, encara
queden moltes incògnites per resoldre. En els darrers intents, s'han aconseguit
cristal·litzar diversos fragments de la proteïna, fet que ha permès corroborar
la seva estructura secundària formada per regions hèlix α que s'alternen amb
làmines β. No obstant, la disposició de les seves subunitats en dissolució
encara no queda clara. Alguns estudis han utilitzat una gran varietat de
tècniques per mostrar que la Rubisco activasa forma un ampli ventall
d'estructures en dissolució, des de monòmers fins a tipus d'ordenació
complexos, i que la seva distribució és altament dependent de la concentració
de la proteïna. Així doncs, les dades recollides recolzarien un model segons el
qual la Rubisco activasa forma una estructura d'espiral oberta en comptes d'una
estructura hexamèrica tancada (no necessàriament ha de tenir conformació
hexamèrica perquè la seva activitat sigui completa). A valors de concentració
de la proteïna 1M, corresponents a la màxima activitat de l'enzim, la Rubisco activasa
es troba en un estat oligomèric de dues a quatre subunitats. S'ha proposat, en conseqüència,
un model en què la Rubisco activasa necessita, com a mínim, una subunitat
contigua per cada hidròlisi d'ATP.

## Funcionament

### Activació
Andrews est al. (1995), Mate et al. (1996) y Salvucci & Ogren (1996) van proposar un model mecànic d'actuació de la Rubisco activasa, pel qual aquesta seria capaç d'obrir el bucle polipeptídic que tanca estretament els lligands en els centres actius dins l'estructura proteica. Així, quan l'activasa s'activa mitjançant la hidròlisi d'ATP, reconeix la Rubisco amb el bucle proteic tancat, s'hi uneix, en provoca l'obertura i s'allibera el lligand (a la vegada que l'activasa torna a la seva forma inactiva). L'activasa reconeix tant les formes carbamilades i, per tant, susceptibles de realitzar una carboxilació, com les no-carbamilades (no susceptibles de fer una carboxilació), ambdues amb lligands units, però quan el lligand que té unit és RuBP, la catàlisi de la Rubisco obre immediatament el bucle proteic i no necessita la col·laboració de l'activasa de manera que no hi ha pèrdues en la carboxilació per l'activitat de l'activasa.

### Importància de l'ATP
L'activitat de la Rubisco activasa es determina per la proporció ATP:ADP. Aquesta activitat està influenciada per la dependència de la llum de les membranes dels tilacoides (fase lluminosa), però els detalls d'aquest efecte encara es desconeixen. No obstant, s'ha observat una dependència en la interacció entre les proteïnes heteròlogues Rubisco i Rubisco activasa. Durant els processos de foscor, l'enzim Rubisco activasa queda inhibida per ADP i com a conseqüència la Rubisco no es troba de forma activa. Un cop hi ha presència de llum i els nivell d'ATP s'alteren elevant-se, la Rubisco activasa passa a ser activada i a la vegada també la Rubisco. Una altra de les característiques d'aquest enzim és la interacció que té amb la Rubisco carbamilada, que ajuda que quedi alliberada d'alguns inhibidors com la D-xilulosa 1,5-bifosfat, el 3-ceto-Darabinitol 1,5-bifosfat i el 2-carboxi-D-arabinitol 1-fosfat.

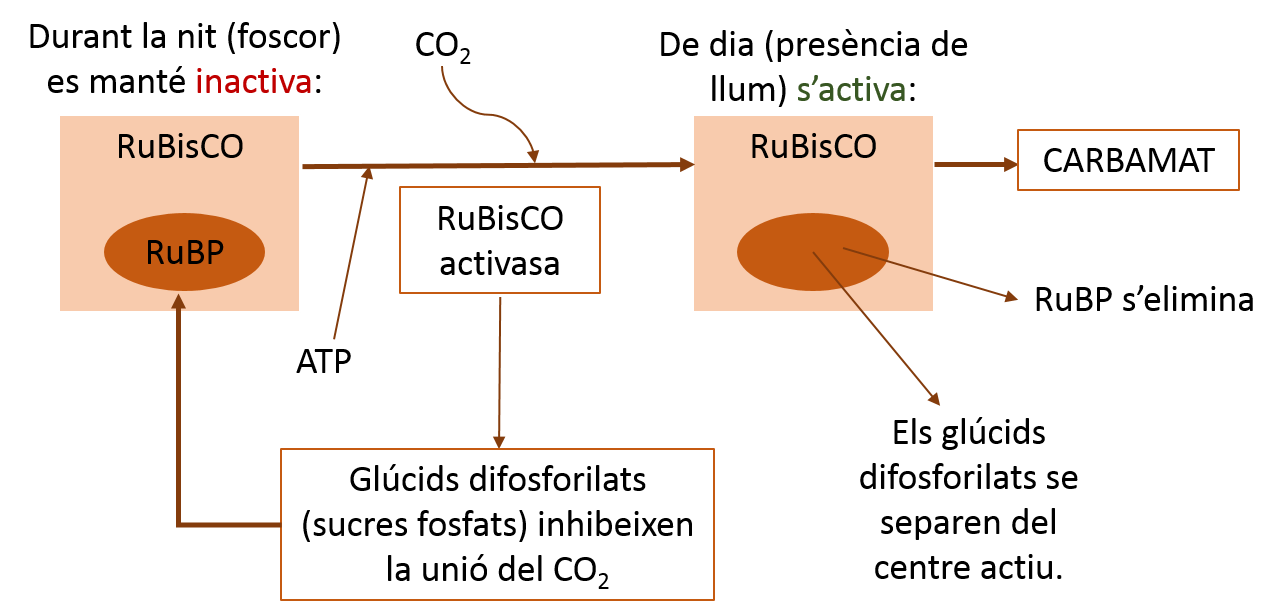
Pas de la RuBisCO d'inactiva a activa per acció de la RuBisCO activasa

### Dependència Rubisco-Rubisco activasa
La principal funció de la Rubisco és la de prendre lloc en la fixació del carboni, en altres termes, catalitza la carboxilació de la ribulosa-1,5-fosfat. Als períodes de foscor, la Rubisco es manté inactiva degut a un inhibidor que s'unieix al seu centre actiu ocupant els llocs catalítics i impedint que la Rubisco dugui a terme la seva funció. Aquest inhibidor s'anomena 2-Carboxil-D-arabitinol 1-fosfat (CA1P). La funció de la Rubisco activasa és unir-se a aquest inhibidor i treure'l del centre actiu de la Rubisco perquè aquesta, pugui fer la seva funció. La regió que comprèn els residus que fan que la interacció entre la Rubisco i la Rubisco activasa sigui possible, és molt variable i s'adapta gràcies a la seva flexibilitat. Aquests residus són els responsables del caràcter específic que hi ha entre la interacció d'aquests dos enzims. La funció principal de la Rubisco activasa és doncs, activar i regular el mecanisme de la Rubisco, ajudant a convertir la Rubisco inactiva en activa. Si les plantes tenen més Rubisco inactiva que activa, el seu creixement i la seva capacitat fotosintètica disminueixen. Les conseqüències d'aquest fet en la productivitat dels cultius ha estat l'objectiu de diversos estudis recents sobre l'estructura i funcionament d'aquests dos enzims, estudis la majoria dels quals no han establert una relació clara entre les dues variables sinó que han deixat la porta oberta a noves investigacions basades en l'ànalisi detallada de plantes transgèniques que continguin aquests enzims modificats adequadament.

### Activació vs Inhibició

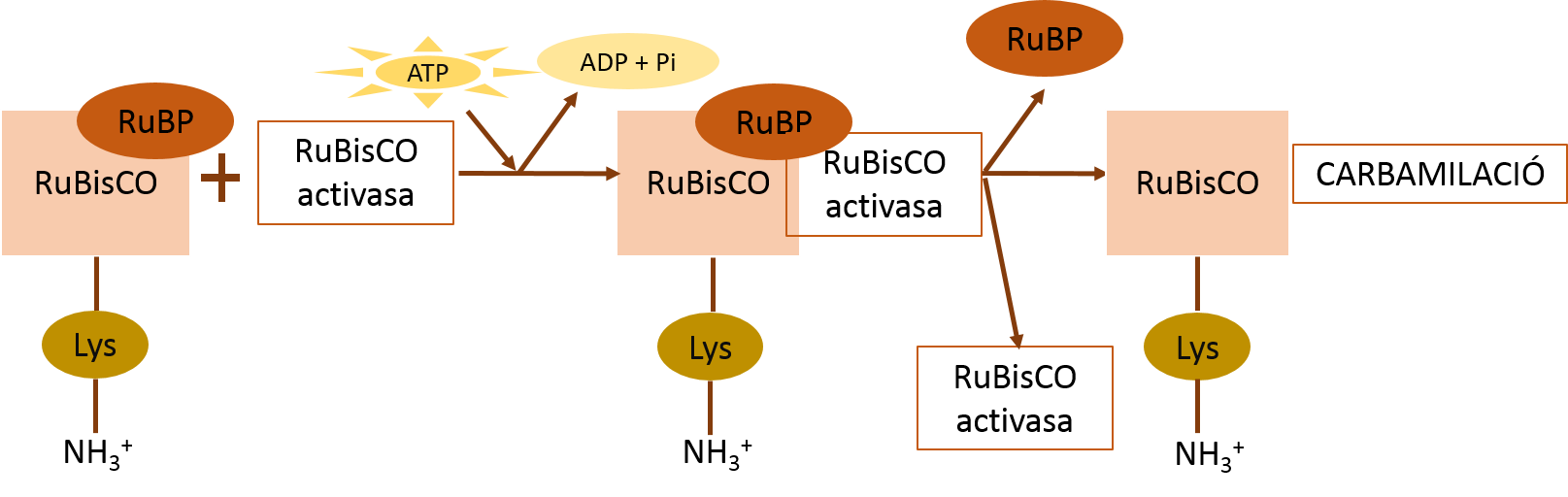
Esquema d'actuació de la RuBisCO activasa

Es coneixen dues situacions en què es pot donar un domini de Rubisco inactiva vs activa. Segons han demostrat Steven J. i Michael E. la Rubisco activasa pot ser inhibida per altes temperatures o altes concentracions de diòxid de carboni. Es va pensar que la temperatura podia afectar d'alguna manera les proteïnes dels cloroplasts i que per tant quedessin desnaturalitzades. Per a demostrar que era així, es va dur a terme un experiment "in vitro" i "in vivo" comparant l'estabilitat de les proteïnes dels cloroplasts a diferents temperatures. Els seus resultats indiquen que a mesura que la temperatura augmenta, l'índex de desactivació de la Rubisco supera la capacitat de la Rubisco activasa de promoure l'activació. Aquesta pèrdua d'activació de la Rubisco activasa es deu a la sensibilitat que té la proteïna envers la llum i la calor tèrmica i, per tant, es desnaturalitza sent responsable de la no activació de la Rubisco. Durant aquests períodes d'altes temperatures, la capacitat de carboxilació disminueix. La disminució de l'activació de la Rubisco en altes concentracions de CO2 no és provocada per un augment de la taxa de desactivació, sinó per una reducció de l'activitat de la Rubisco activasa, segurament a causa d'una proporció desfavorable d'ATP/ADP.
L'enzim Rubisco activasa es pot utilitzar per calcular la quantitat de llocs actius de l'enzim que poden dur a terme la reacció de carboxilació i per tant, arribar a conèixer l'estat d'activació de la Rubisco.

## Ànalisi i estudi
Una de les isoformes de l'enzim Rubisco activasa és un dels substrats de la tioredoxina, una proteïna essencial per a la vida dels mamífers que actua com a antioxidant i que facilita la reducció d'altres proteïnes.
Hi ha algunes teories que argumenten que l'escalfament global del planeta i l'augment del CO₂ incrementaran les temperatures (fet que provocaria la disminució de l'activitat de la Rubisco activasa) i, per tant, afavoriran les condicions òptimes per la fotosíntesi en les pròximes dècades.

## Aplicacions
La Rubisco activasa té diferents aplicacions segons l'organisme en què es troba però en general serveix per augmentar la productivitat fotosintètica (en alguns casos agrícola), com és el cas del protist dinoflagel·lat Amphidinium carterae. Per altra banda, en l'exemple del cultiu del tabac (Nicotiana tabacum) s'ha descobert una utilitat analítica que consisteix en el desenvolupament d'una cromatografia líquida-espectrometria de masses en tàndem que permet la determinació qualitativa i quantitativa de sucres fosfats (glúcids difosforilats presents al centre actiu de l'enzim). En biotecnologia, s'examina si l'acumulació de proteïna recombinant es pot millorar mitjançant l'anàlisi de diferents algues Chlamydomonas reinhardtii (es fan servir mutants d'aquesta espècie per estudiar la fotosíntesi). Finalment, també podem parlar d'aplicacions en l'àmbit de la biologia molecular en què a partir de l'estudi de la planta de blat de moro (Zea mays) s'ha arribat a desenvolupar un mètode d'espectròmetre de masses d'entrada a la membrana que permet al mateix temps determinar la taxa de Rubisco carboxilació i l'oxigenació i el CO₂ i concentracions
d'O₂.